# Gunilla Burstedt
Gunilla Burstedt, född 3 augusti 1957 i Östersund, är en svensk filmproducent. Hon var med och startade det som senare blev Filmhögskolan.  Åren mellan 2006 och 2012 var hon högskolerektor på Filmhögskolan vid Göteborgs universitet. 2012 slogs fyra institutioner (Filmhögskolan, Litterär Gestaltning, Konsthögskolan Valand och Högskolan för fotografi) ihop och Akademin Valand bildades. Gunilla Burstedt var lektor och viceprefekt med ansvar för utbildningsfrågor på Akademin Valand vid Göteborgs universitet 2012-2015.